# St. Louis Gunners
Die St. Louis Gunners waren eine amerikanische American-Football-Mannschaft aus St. Louis, die im Jahr 1934 in der National Football League spielte.

## Geschichte
Bis zu Beginn der 1930er Jahre entstanden Football-Mannschaften vor allem im Nordosten und im Mittleren Westen der Vereinigten Staaten. Mit den Memphis Tigers existierte eine Mannschaft aus dem Süden, die 1929 für sich den Titel des Independent Champions reklamierte, insbesondere da sie gegen mehrere Teams der National Football League gewonnen hatte.
1931 gründete Captain Robert W. Sampson von der in St. Louis stationierte 126th Field Artillery der National Guard eine Football-Mannschaft. Die als Battery A Gunners wurde von dem im Ruhestand befindlichen, vormaligen Football-Star Jimmy Conzelman trainiert. Die im Public Schools Stadium spielende Mannschaft konnte fünf Spiele gewinnen, verlor zwei und spielte ein Unentschieden. Beim Spiel gegen das NFL-Team der Chicago Cardinals am 13. Dezember 1931 kamen 10.000 Zuschauer. Die Mannschaft verlor mit 6:26. Ein für die folgende Woche geplantes Spiel gegen die New York Giants mit Benny Friedman wurde wegen Terminkollisionen abgesagt.
Sampsons Assistent James W. „Bud“ Yates (1905–1956) organisierte auf Grund der positiven Erfahrungen für 1932 unter dem Namen St. Louis Veterans eine eigene Mannschaft. Als Trainer wurde Garland Grange, Bruder von Red Grange verpflichtet. Finanziert wurde das Team von der Veteranenvereinigung. Sampson selbst führte erneut eine Gunners-Mannschaft ins Feld. Als Trainer agierte Bullet Baker. Für die Veterans begann die Saison mit zwei Siegen vielversprechend. Dann ging es jedoch mit einem Unentschieden und zwei Niederlagen gegen die Memphis Tigers und die Cincinnati Blues bergab. Ende Oktober 1932 löste sich das Team auf. Bei den Gunners selbst lief es 1932 erfolgreicher. Das Team gewann die ersten sieben Saisonspiele, darunter gegen die Memphis Tigers. Dann folgten Niederlagen gegen die Portsmouth Spartans, die Memphis Tigers und die Oklahoma City Chiefs. Nach einem torlosen Unentschieden gegen die Tigers gab es im letzten Saisonspiel noch eine Niederlage gegen die Chicago Cardinals.
1933 wurden die Verbindungen zur Nationalgarde gekappt. Sampson gab die Kontrolle über das Team ab und die Mannschaft traf sich auch nicht mehr in den Baracken der Militäreinheit. Neuer Präsident wurde Edward Butler, Bud Yates General Manager. Es gelang mit Dick Frahm, Babe Lyon und Charley Malone neue Spieler unter Vertrag zu nehmen. Das Team hatte einen anstrengenden Spielplan mit 16 Spielen, davon zwölf daheim. Mit den Cincinnati Reds, den Brooklyn Dodgers, den Chicago Cardinals, den Green Bay Packers und den Chicago Bears waren fünf NFL-Teams Gegner. Gegen die Cardinals und die Dodgers gelangen Siege. Gegen die traditionellen Gegner die Memphis Tigers und die Oklahoma City Chiefs gelang bei der jeweils ersten Begegnung ein Unentschieden und beim zweiten Aufeinandertreffen wurden die Spiele gewonnen.
Für das Jahr 1934 fühlte sich das Team reif für die NFL. Am 8. August 1934 erwarben die Gunners das Franchise der Cincinnati Reds. Die Team-Eigner stimmten jedoch diesem Verkauf nicht zu, da ihnen St. Louis zu weit im Südwesten gelegen war.
Gleichzeitig organisierte der Teameigner der Memphis Tigers unter dem Namen American Football League (AFL) eine eigene Liga und hoffte auch die St. Louis Gunners aufzunehmen. Da diese sich jedoch auf die NFL fokussierte, gründete sich mit den St. Louis Blues um den Haupteigentümer Clarence Howard Jr., Al Hayes als Präsident und Bud Yates als General Manager ein eigenes Team. Die Blues konnten Dick Frahm unter Vertrag nehmen und sich das Public School Stadium als Heimstation sichern.
Die Gunners schlossen deshalb einen Pachtvertrag mit dem Sportsman’s Park. Für die Gunners bestand jedoch jetzt das Problem, dass es schwierig wurde geeignete Gegner zu finden, da diese entweder in der NFL oder der AFL spielten. Bis Anfang November hatte das Team alle fünf angesetzten Spiele gewonnen. Die noch in der NFL spielenden Cincinnati Reds hatten alle acht Liga-Spiele verloren, konnten die Spielergehälter nicht mehr zahlen und mussten den Spielbetrieb einstellen. Die anderen Teameigner stimmten nunmehr dem Verkauf des Franchises an die St. Louis Gunners zu. Der Kaufpreis betrug zwischen 21.300 Dollar. Dem Team gelang ein Sieg gegen die Pittsburgh Pirates sowie Niederlagen gegen die Detroit Lions und die Green Bay Packers. Daneben spielte das Team noch ein weiteres Mal gegen die Pirates sowie einmal gegen die Brooklyn Dodgers. Beide Spiele zählten jedoch nicht mehr zur NFL-Saison.
Die St. Louis Blues waren Anfang November 1934 auf Grund der zu erwartenden Konkurrenz der Gunners nach Kansas City umgezogen. Am 16. Dezember 1934 kam es noch zu einem Spiel zwischen den Gunners und den Blues, dass die Gunners gewannen. Nach der Saison wurde bekannt, dass die Gunners verschuldet waren, darunter 1.700 $ an Steuern. Am 18. Dezember 1934 bezifferte Klubpräsident Edward Butler die Schulden auf 9.000 $. Als Grund für die Schulden wurden die hohen Kosten für das NFL-Franchise genannt. Wäre das Team bereits zu Saisonbeginn in die Liga aufgenommen worden, hätten sie durch die höhere Anzahl an Spielen und den vermuteten größeren Zuschauerzuspruch die Kosten wahrscheinlich decken können. Die Liga übernahm die ausstehenden Spielergehälter, am 16. Juni 1935 wurde jedoch das Franchise zurückgenommen.
Eine geplante Weiterführung des Spielbetriebes der im Jahr 1935 wieder als St. Louis Blues auflaufenden Mannschaft, scheiterte mit dem Ende der American Football League. Die Mannschaft trat jedoch unter dem Namen St. Louis Blues und später auch als St. Louis Gunners gegen verschiedene regionale Teams an. Für das Jahr 1936 sind keine Spiele bekannt.
1937 begann Yates für die im Vorjahr gegründeten Midwest Football League eine Mannschaft zu organisieren. Mit einem Sieg und vier Niederlagen wurde das Team Vorletzte. Im folgenden Jahr benannte sich die Liga in American Professional Football League um. Die Gunners erreichten am Ende einen zweiten Platz hinter den Chicago Indians. 1939 bezeichnete sich die Liga als American Professional Football Association. Von den elf Spielen konnten fünf gewonnen werden. Da für die Saison 1940 zwei Teams von der neu gegründeten American Football League abgeworben worden, stellte die Liga 1940 ihre Tätigkeit ein.
Der Zweite Weltkrieg und der damit verbundene Mangel an Spielern verhinderte weitere Aktivitäten zur Gründung einer Mannschaft. 1944 und 1947 beteiligte sich Yates an Treffen für die Planung neuer Ligen. die jedoch nicht verwirklicht wurden.

## Uniform
Das Team trug weiße Jerseys mit blauen Schultern. Ärmel und Strümpfe besaßen rote-blau-rote Streifen. Die Hosen waren rot. Auf der Brust hatte das Team das Abzeichen der Gunners und auf dem Rücken blaue Ziffern.

## Statistik
| Saison            | Liga                                       | Siege | Niederlagen | Unentschieden | Punkte erzielt | Punkte zugelassen | Platzierung            | Head Coach                   |
| ----------------- | ------------------------------------------ | ----- | ----------- | ------------- | -------------- | ----------------- | ---------------------- | ---------------------------- |
| Battery A Gunners |                                            |       |             |               |                |                   |                        |                              |
| 1931              |                                            | 5     | 2           | 1             | 71             | 48                |                        | Jimmy Conzelman              |
| 1932              |                                            | 7     | 4           | 1             | 119            | 59                |                        | Bullet Baker                 |
| St. Louis Gunners |                                            |       |             |               |                |                   |                        |                              |
| 1933              |                                            | 11    | 3           | 2             | 297            | 72                |                        | Gwinn Henry                  |
| 1934              | National Football League                   | 1     | 2           | 0             |                |                   | 5. Platz Division West | Chile Walsh                  |
| 1935              |                                            | 4     | 3           | 2             |                |                   |                        |                              |
| 1937              | Midwest Football League                    | 1     | 4           | 1             | 50             | 60                | 5. (von 6)             | Dick Frahm                   |
| 1938              | American Professional Football League      | 4     | 3           | 1             | 29             | 73                | 2.                     | Fayne Grone                  |
| 1939              | American Professional Football Association | 5     | 4           | 0             | 127            | 108               | 5.                     | John „Choppy“ Rhodes         |
| 1940              |                                            | 2     | 4           | 0             | 52             | 212               |                        | Jim Kendrick, Mike Sebastian |